# Sledovi medalj
Sledovi medalj je slovenska mladinska povest avtorja Marjana Kolarja.

## Zgodba
Osmošolec Boris je navdušen nad vsem partizanskim. To navdušenje izvira iz spomina na očeta, ki je kot partizan padel na Hrvaškem leta 1944.
Ob ogledu jugoslovanskega partizanskega filma Skozi obroč ga nenadoma zajame žalost zaradi očeta, ki ga pozna samo s slik. Na rokometnem treningu se spre s sošolcem Petrom, ki mu očita, da je bil njegov oče, komandir Tihi, hinavec in strahopetec. Na sestanku razredne skupnosti sporoči Peter vsem fantom, da ima dokaz za svoje trditve. V muzeju jim pokaže dokument o umiku 3. čete prvega podgorskega bataljona, ki jo je vodil Borisov oče, ko so v Soteski križev padli v nemško zasedo. To rani Borisov ponos in junaška podoba očeta bledi. Skoraj vsi prijatelji mu obrnejo hrbet, le Mile mu zvesto stoji ob strani.
Doma živahnemu stricu logarju s partizanskim imenom Madona Jaz razloži svoje stiske in stric mu pri Zvezi borcev poišče dva udeleženca dogodka. Borec Ivan Rapnik njegovega očeta posredno obtoži celo izdajstva, kar Borisa spravi v še večji obup. Ko poskuša zbežati z doma, ga pri tem početju zaloti mama, ki do sedaj ni ničesar slutila. Ko se pogovorita, Boris razmišlja o obisku drugega borca. Franc Langus mu naslednjega dne pove o hudih naporih, ki so jih doživljali partizani, in da je bistvo partizanskega bojevanja tudi spreten umik, ki ni strahopetno dejanje.
Dan kasneje se fantje iz 8. C odpravijo na pohod, kjer so postavljeni na preizkušnjo od strani Mileta in Borisovega strica. Fantje izvejo, da je Borisov oče ravnal preudarno, ko se je umaknil, saj bi v nasprotnem primeru izgubil skoraj vse borce svoje čete. Drug za drugim so vstajali in se opravičili Borisu, ki mu je bilo že vse jasno po Langusovem obisku. Zdaj je vedel, da si je njegov oče vse tri medalje, ki jih je dobil, pošteno prislužil.

## Kritika in literarna zgodovina
Simona Jerčič v svoji diplomski nalogi z naslovom Pregled sodobne koroške mladinske književnosti: (po letu 1945) napiše o knjigi takole: »Morda je zaradi vsebine nekoliko oddaljena današnji mladini, toda govori o tistih večnih vrednotah, ki ostajajo enake iz sistema v sistem, iz časa v čas - o prijateljstvu in poštenosti, o zaupanju, nenazadnje tudi o materini ljubezni do sina in sinovem sočutju z materjo.« (Jerčič 2000: 31)
Prav tako navaja citat Lepopolda Suhodolčana, ki v svoji knjigi Pogled na sodobno slovensko mladinsko književnost: (1945-1970) uvršča Sledove medalj »med knjige dogodivščin in pustolovščin, raziskovanj, potovanj«, priporoča pa jo otrokom med 12. in 15. letom.
Jerčič pravi, da ilustracije Janeza Vidica »s svojimi preprostimi podobami prispevajo k osnovnemu sporočilu knjige – za dežjem vedno posije sonce in vsaka, še tako mračna zadeva se na koncu razjasni.« (Jerčič 2000: 32)